# 에이야퍄들라이외퀴들

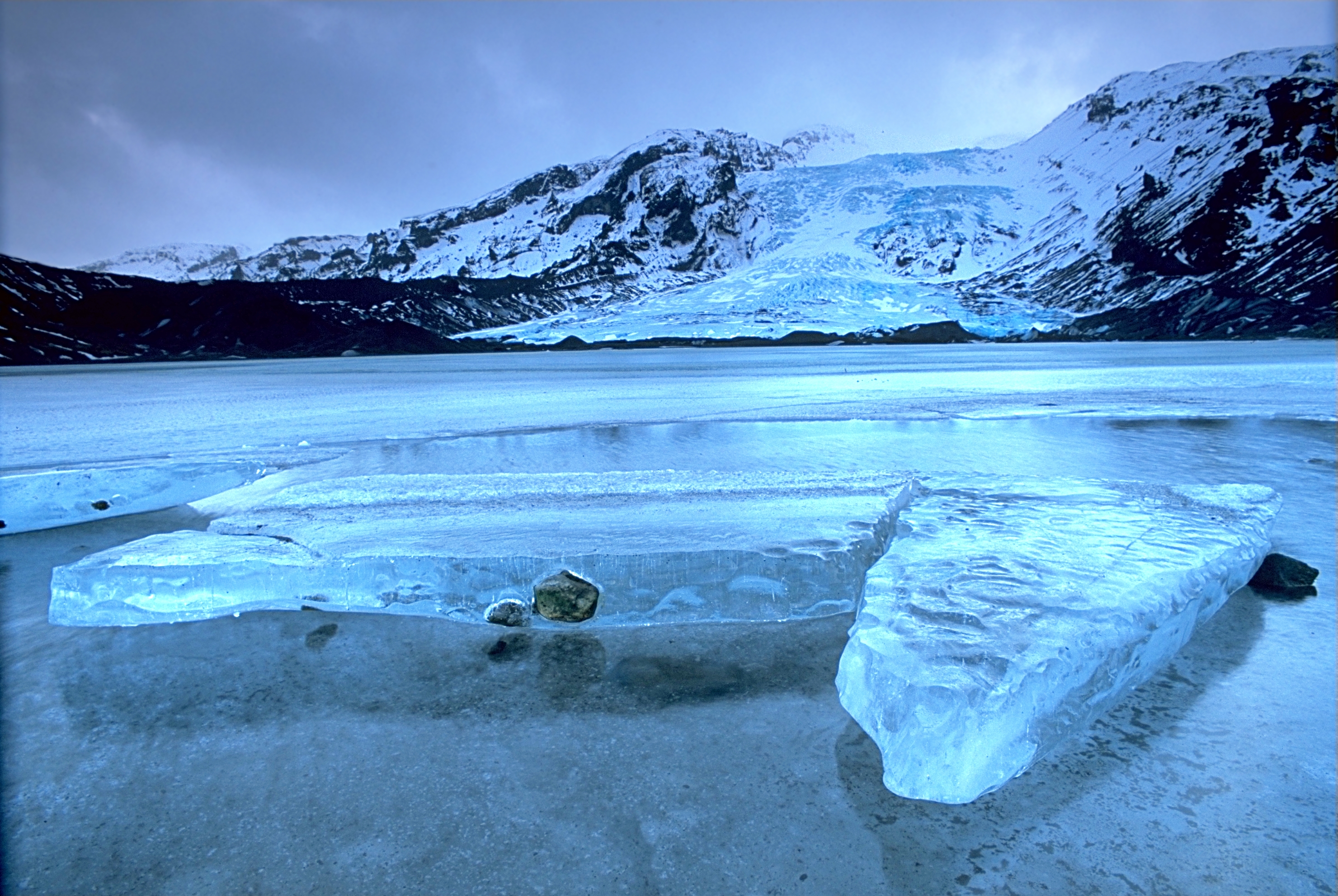
에이야퍄들라이외퀴들

에이야퍄들라이외퀴들(아이슬란드어: Eyjafjallajökull, [ˈeiːjafjatl̥ajœːkʏtl̥] (도움말·정보), ‘섬들의 산들의 빙하’)은 아이슬란드의 작은 빙하이다. 스코가르 마을 북쪽에 있으며 미르달스예퀴들 빙하보다는 서쪽에 있다.
빙하의 빙모는 1,666m 높이의 화산을 덮고 있는데 이 화산은 후빙기 이후로 비교적 자주 분출해 왔다. 가장 최근의 화산 활동은 2010년 3월에 시작되었는데 이는 1821년과 1823년에 있었던 화산 활동 이후로 처음이다. 그 이전에는 1612년에 화산 활동이 있었다. 화구의 지름은 3~4km이며 빙하는 100km2의 면적을 덮는다.

## 어원
이름은 일반적으로 화산의 기슭에서 형성된 작은 산들을 묘사한다. 마을과 스코가르의 박물관은 "에이야퍄들 산 아래"(아이슬란드어: undir Eyjafjöllum) 지역의 일부라고도 한다.

## 지질학적 기원
동서방향을 따라서 분출된 성층화산은 현무암에서 안산암으로 구성되어 있다. 화산의 측면에서 틈새 균열 분출이 일어나기도 한다.

## 화산 활동

### 2010년의 분화
2010년 4월 14일 분화된 화산재가 제트기류를 타고 유럽 전역으로 퍼져서 유럽 대부분의 공항이 전면 폐쇄 혹은 부분 운행 조치를 취했다. 이로 인해 많은 여행객들이 공항에서 머물기도 했다.

## 참조
1. ↑  “Increasing signs of activity at Eyjafjallajökull in Iceland : Eruptions”. Scienceblogs.com. 2010년 4월 19일에 원본 문서에서 보존된 문서. 2010년 4월 17일에 확인함.
2. ↑  “Eyjafjallajökull: Eruptive History” (영어). 2010년 4월 18일에 확인함.
3. ↑  “Eyjafjallajökull: Summary” (영어). 2010년 4월 18일에 확인함.
4. ↑  다른 대륙 갔던 유럽인들 발묶여 '공항 난민' 신세 보관됨 2011-11-19 - 웨이백 머신, 《한국일보》, 2010.4.20.

## 같이 보기
- 그림스뵈튼 화산